# Wernberg
Wernberg (sl.: Vernberk) is een gemeente in de Oostenrijkse deelstaat Karinthië, gelegen in het district Villach-Land. De gemeente heeft ongeveer 4800 inwoners.

## Geografie
Wernberg heeft een oppervlakte van 26,42 km². Het ligt in het uiterste zuiden van het land.

## Persoonlijkheden
- Jakob Špicar (Gottestal/Skočidol, 1884 - Ljubljana, 1970), dramaturg

Afritz am See · Arnoldstein · Arriach · Bad Bleiberg · Feistritz an der Gail · Feld am See · Ferndorf · Finkenstein am Faaker See · Fresach · Hohenthurn · Nötsch im Gailtal · Paternion · Rosegg · St. Jakob im Rosental · Stockenboi · Treffen am Ossiacher See · Velden am Wörther See · Weißenstein · Wernberg
- Gemeinsame Normdatei: 4574902-4
- Virtual International Authority File: 238406946